# Handley Page
«Хэ́ндли Пейдж» (Handley Page) — британская авиастроительная компания. Основана в 1909 году; прекратила существование в 1970 году.
Штаб-квартира располагалась в поселении Радлетт (графство Хартфордшир, регион Cricklewood (Cricklewood Aerodrome)).

## История
Handley Page Limited была основана в 1909 году, Фредериком Хэндли Пейджем.

.. Handley Page Aircraft Company… Handley Page (Reading) Ltd
Известные сотрудники: Виктор Лахманн (пришёл на работу в "Хэндли-Пейдж" в качестве инженера в 1929 году)
Некоторые выпускавшиеся модели (вcего несколько десятков, как с бувенным (Type A, Type B, Type C... Type X), так и с цифровым обозначением (HP.1, HP.2, HP.3... HP.137)):
- Handley Page O/400 (см. en:Handley Page Type O) — двухмоторный бомбардировщик (снят с вооружения в 1920). Построено 554 машины этого типа (самый массовый двухмоторный бомбардировщик Первой мировой войны[3]).
- ЭйчПи 42 (Handley Page H.P.42) — 38-местный пассажирский самолёт разработки (1930—1931 гг.). Произведено 86 машин.
- ЭйчПи 52 «Хемпден» (Handley Page HP.52 Hampden) — средний двухмоторный бомбардировщик времён Второй мировой войны (1936—1941, снят с вооружения в конце 1942). Произведено 1430 машин.
- «Галифакс» (Handley Page Halifax) — четырёхмоторный тяжёлый бомбардировщик времён Второй мировой войны (1940—1946). Было построено 6178 «Галифаксов» различных модификаций.
- "Виктор" (Handley Page Victor) — реактивный стратегический бомбардировщик (1952—1963, снят с вооружения 15 октября 1993). Произведено 86 машин.
- "Дарт Хералд" (Handley Page Dart Herald) — турбовинтовой региональный пассажирский самолёт (1959—1968). Произведено 50 машин.
- ЭйчПи 137 «Джетстрим» (Handley Page HP.137 Jetstream) — лёгкий двухмоторный турбовинтовой пассажирский самолёт (1969 — н.в.) Произведено 458 машин.